# Rover 800

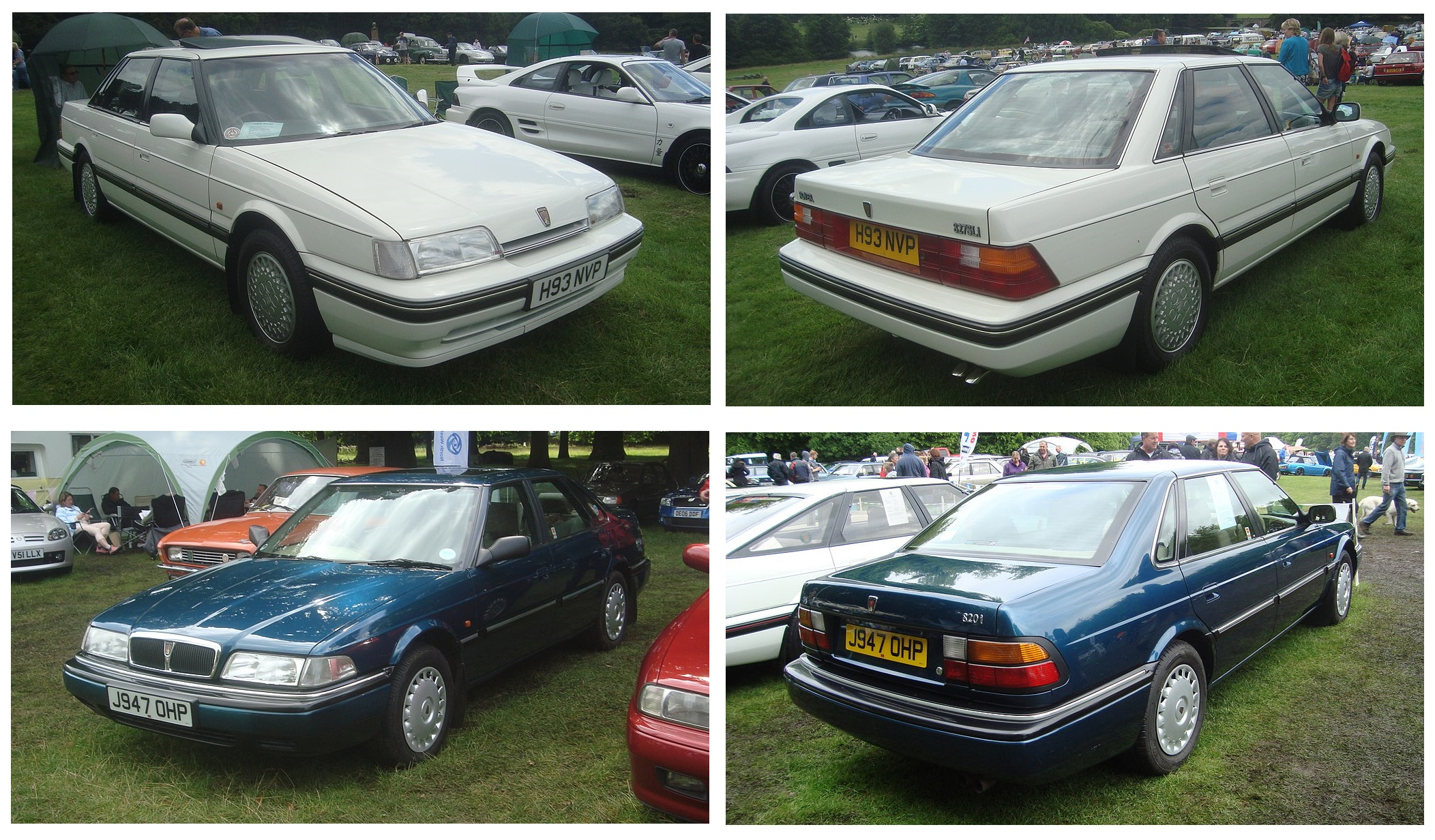
La série Rover 800.

La Rover 800 est une gamme d'automobile routière fabriquée par l'ancien constructeur automobile britannique Rover de 1986 à 1999. Elle est lancée en 1986 (XX) puis en 1992 (R17). Elles sont remplacées en 1999 par la Rover 75. Elles sont produites en collaboration avec Honda sur la base de la Legend. Les 800 seront produite dans l'Usine d'Oxford, aux côtés de la Rover 600, à 317 306 exemplaires.

## Historique
La 800 de Rover se décline en deux générations. Elle succède à la SD1 et sera remplacée par la 75, étudiée sous l'égide de BMW.
La Rover 800 fit partie des voitures les moins sûres de son temps. Elle n'obtint qu'une étoile à l'EuroNCAP, la faute à un fort déplacement du volant ainsi qu'au très fort recul des pédales[réf. nécessaire].

### Résumé de la 800
- 1986 : lancement et commercialisation du modèle berline Type XX ;
- 1987 : lancement et commercialisation de la carrosserie hatchback et des versions Vitesse et Sterling ;
- 1989 : lancement de la phase II (Type XX) ;
- 1991 : arrêt définitif de la version sterling ;
- 1992 : arrêt du Type XX. Lancement et commercialisation du Type R17 ;
- 1996 : lancement de la phase II (Type R17) ;
- Août 1999 : arrêt définitif du Type R17 et de la Série 800.

| Générations           | Production | Dérivés de chez Rover | Modèles similaires                                                                                   |
| --------------------- | ---------- | --------------------- | --- |
| 800 XX (1986 - 1992)  |            | Aucun                 | Citroën CX ; Ford Scorpio MK I ; Lancia Thema ; Opel Omega A et Senator B ; Peugeot 605 ; Renault 25 |
| 800 R17 (1992 - 1999) |            | Aucun                 | Citroën XM ; Ford Scorpio MK II ; Lancia Kappa ; Opel Omega B ; Peugeot 605 ; Renault Safrane        |

## 1regénération - 800 XX(1986 - 1992)
La Rover 800 Type XX est produite de 1986 à 1992 et reçoit un restylage en 1988. Elle est remplacée par la Rover 800 (R17).

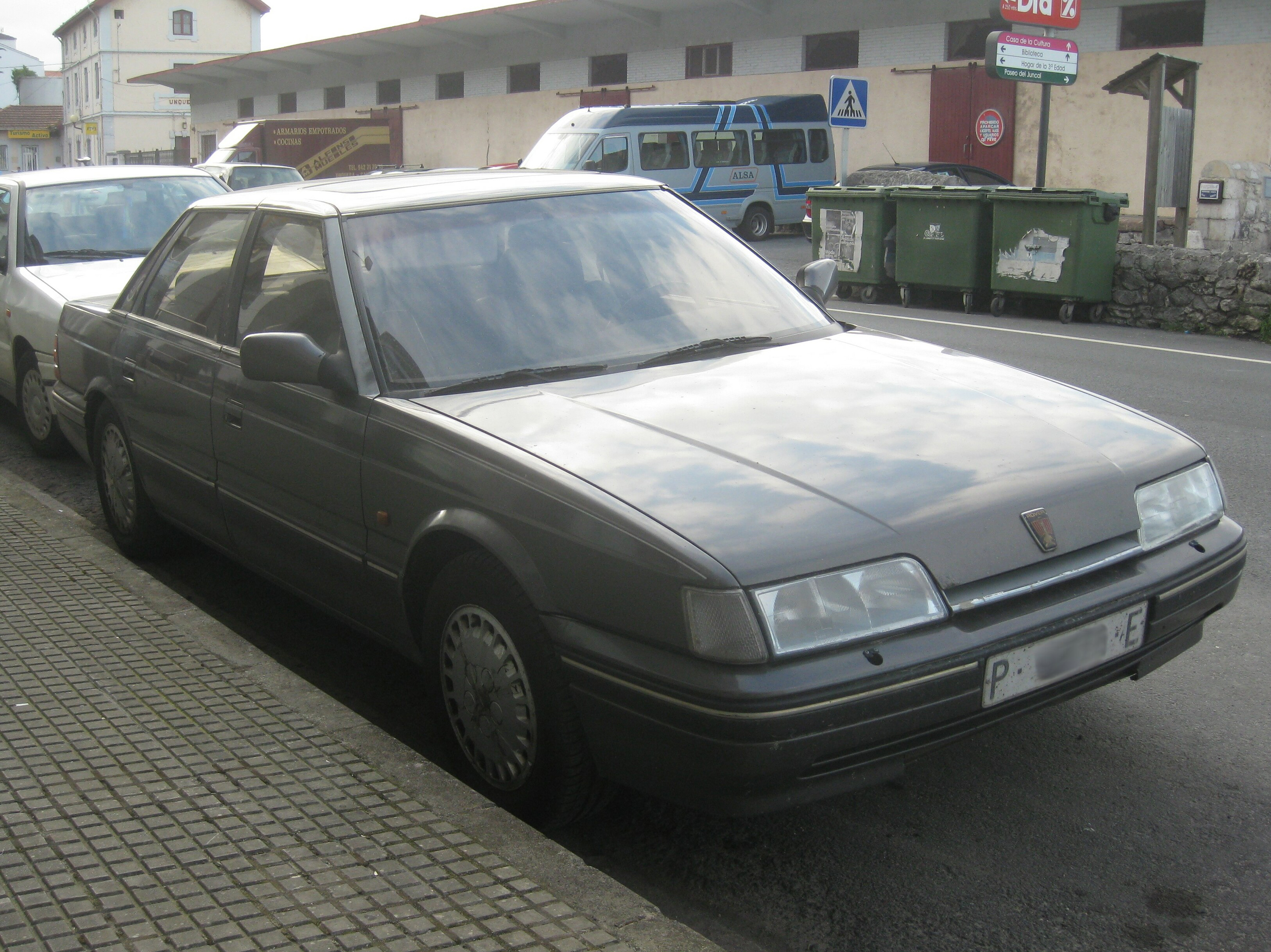
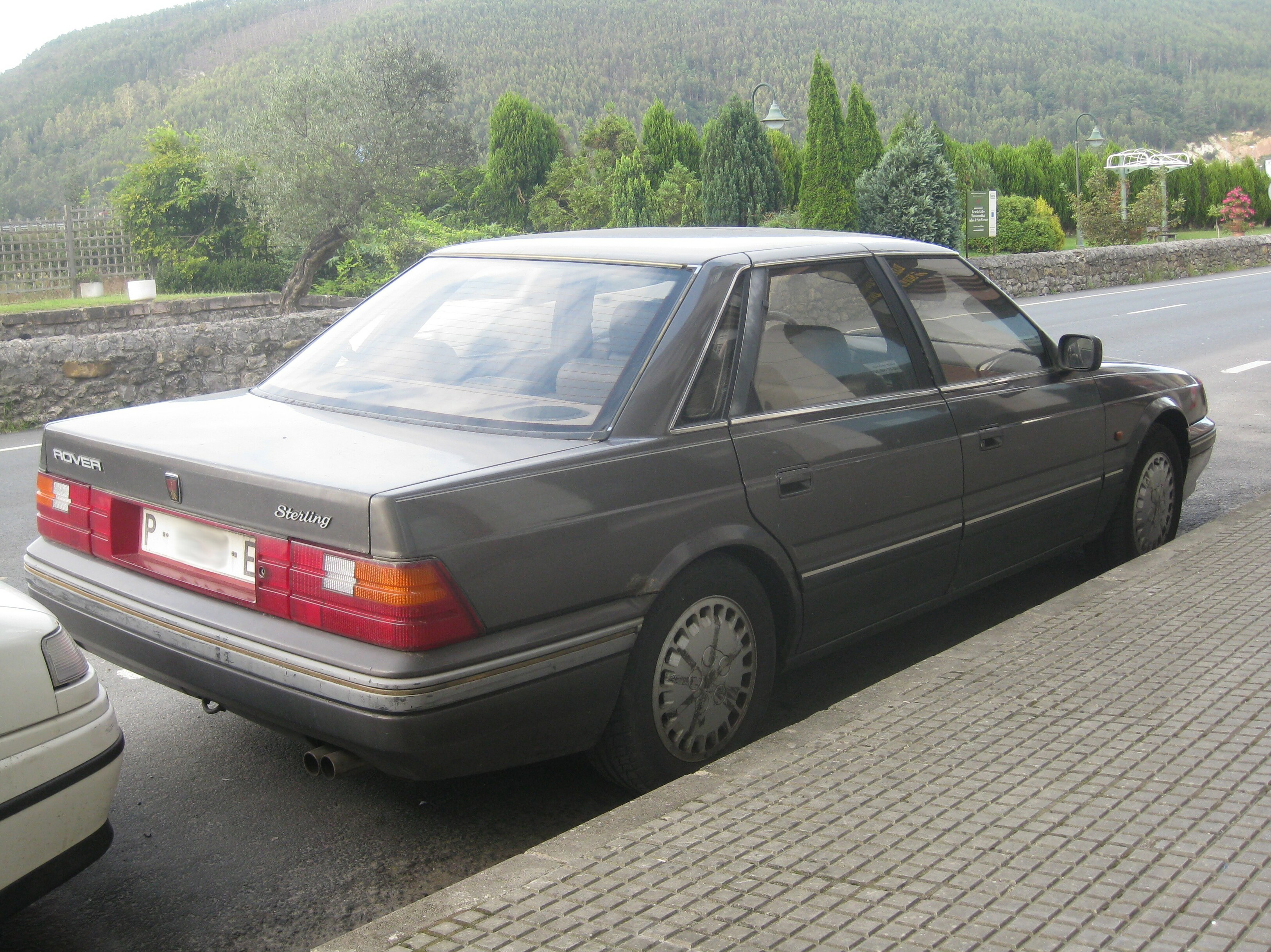

### Phase 1
Elle est produite de 1986 à 1988.

### Phase 2
Elle fut produite de 1989 à 1992. Les modifications seront mineures.

### Les différentes carrosseries

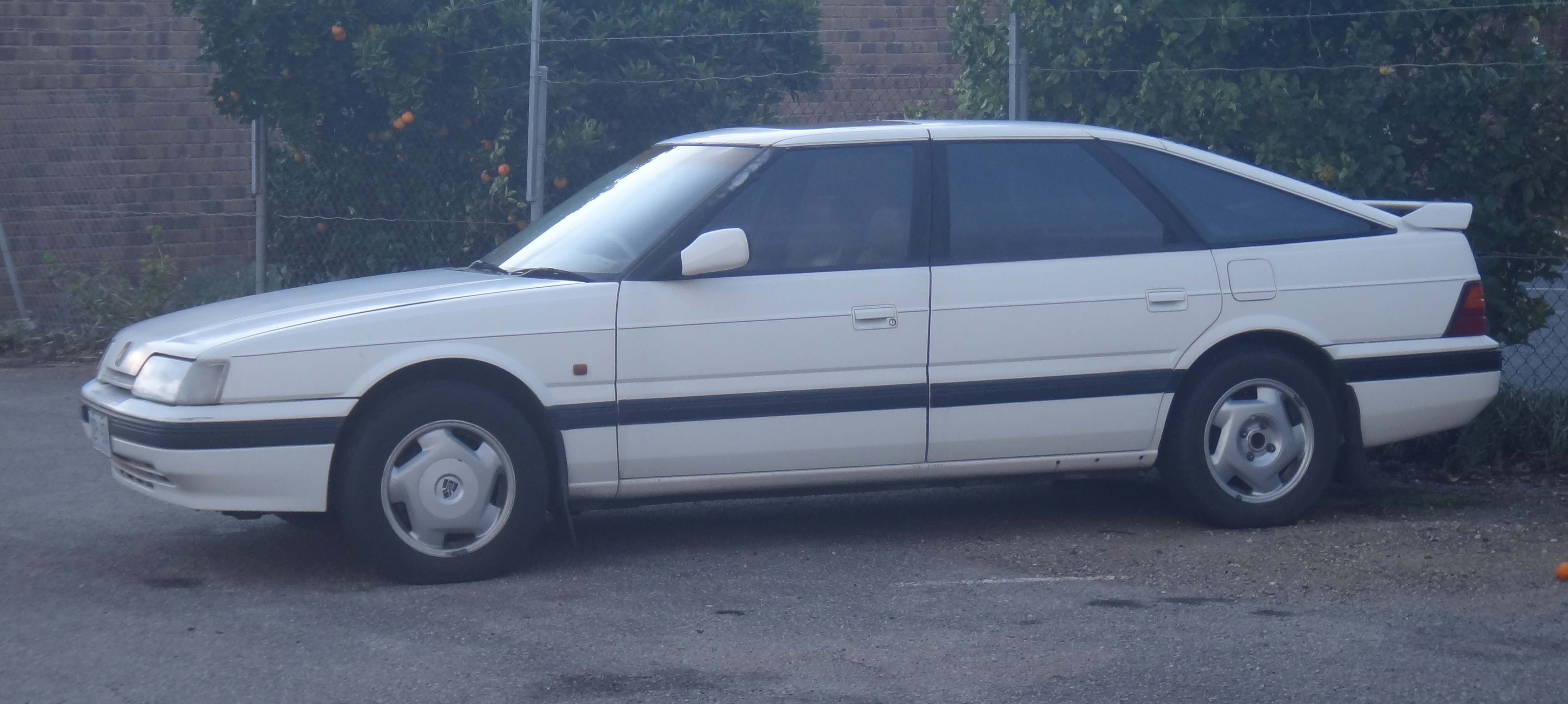
Rover 800 hatchback.

- Berline : carrosserie standard de la gamme ;
- Hatchback : déclinaison tricorps à hayon, commercialisée à partir de 1987.

### Versions spécifiques

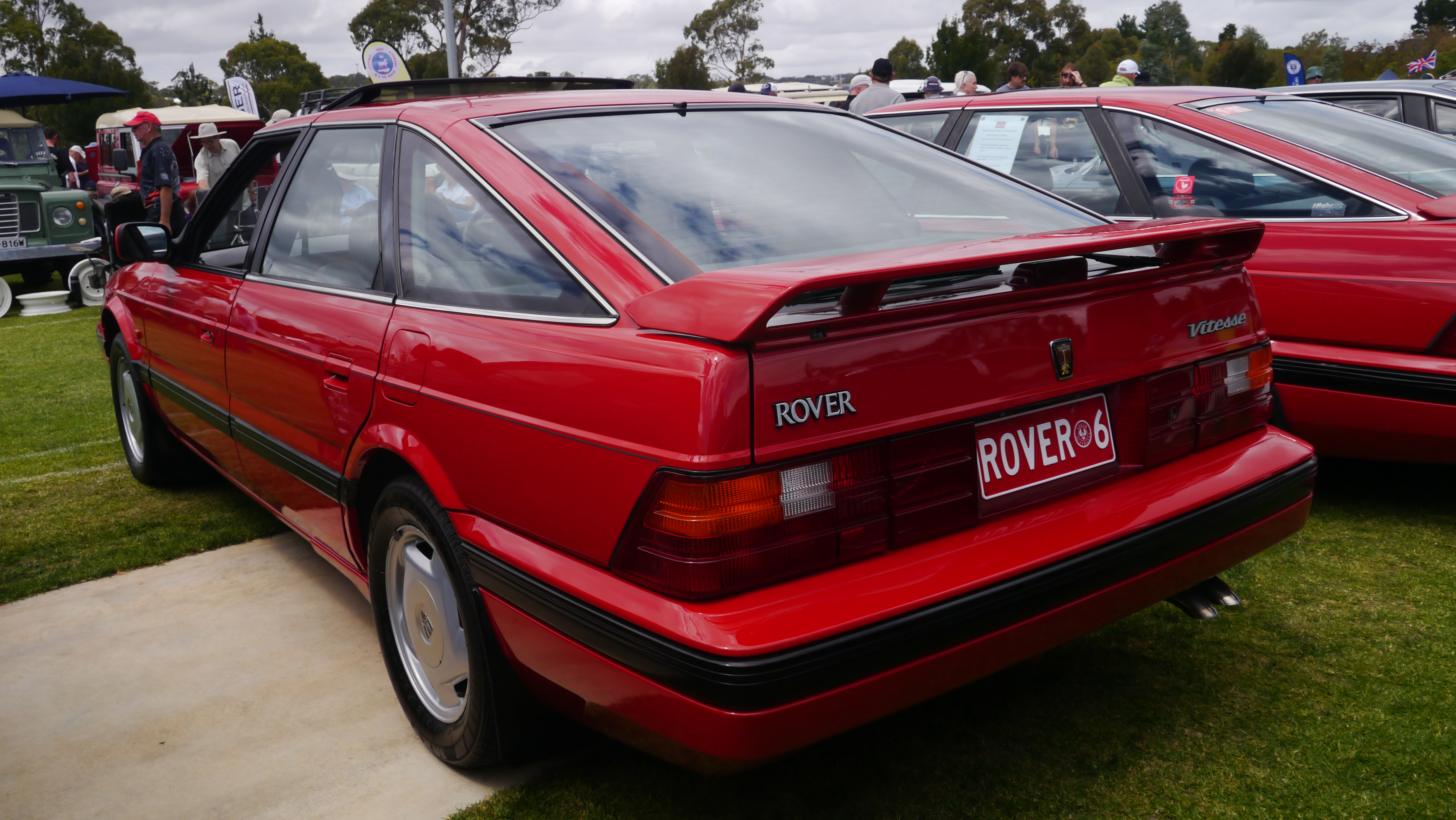
Rover Vitesse hatchback.

- Sterling : modèle luxueux (avec moteur Honda C25A puis C27A après 1988) ; sortit de 1987 à 1991 ;
- Vitesse : modèle sportif (avec moteur Honda C27A) en version hatchback uniquement.

### Motorisations
- 820 : 2.0 série M Rover 20HD / 20HD-M16 (atmo et turbo, version turbo non disponible en France)
- 820 : 2.0 série O Rover M8
- 825 V6 : 2.5 Honda C25A1 / C25A2 (de 1986 à 1988)
- 825D : 2.5 TD VM VM97A
- 827 V6 : 2.7 Honda C27A1 / C27A2 (de 1988 à 1992)

## 2egénération - 800 R17(1992 - 1999)
La Rover 800 Type R17 est produite de 1992 à 1999 et reçoit un restylage mineur en 1996. Disponible en berline tricorps ou hatchback à hayon ainsi qu'en coupé — une version sportive V6 dénommée Vitesse était également proposée en déclinaison hatchback —, elle est remplacée en 1999 par la Rover 75.

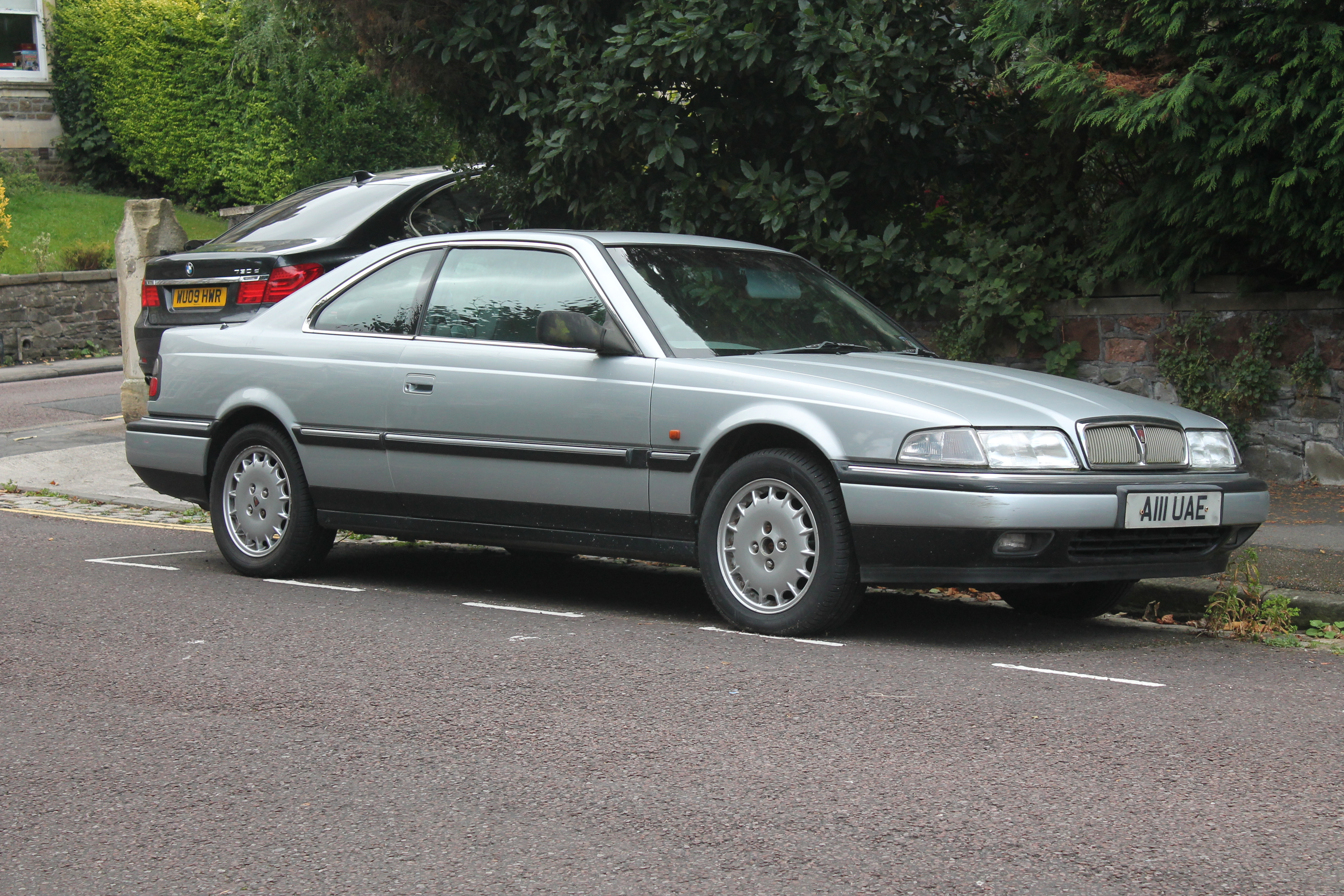
Une 825 coupé.
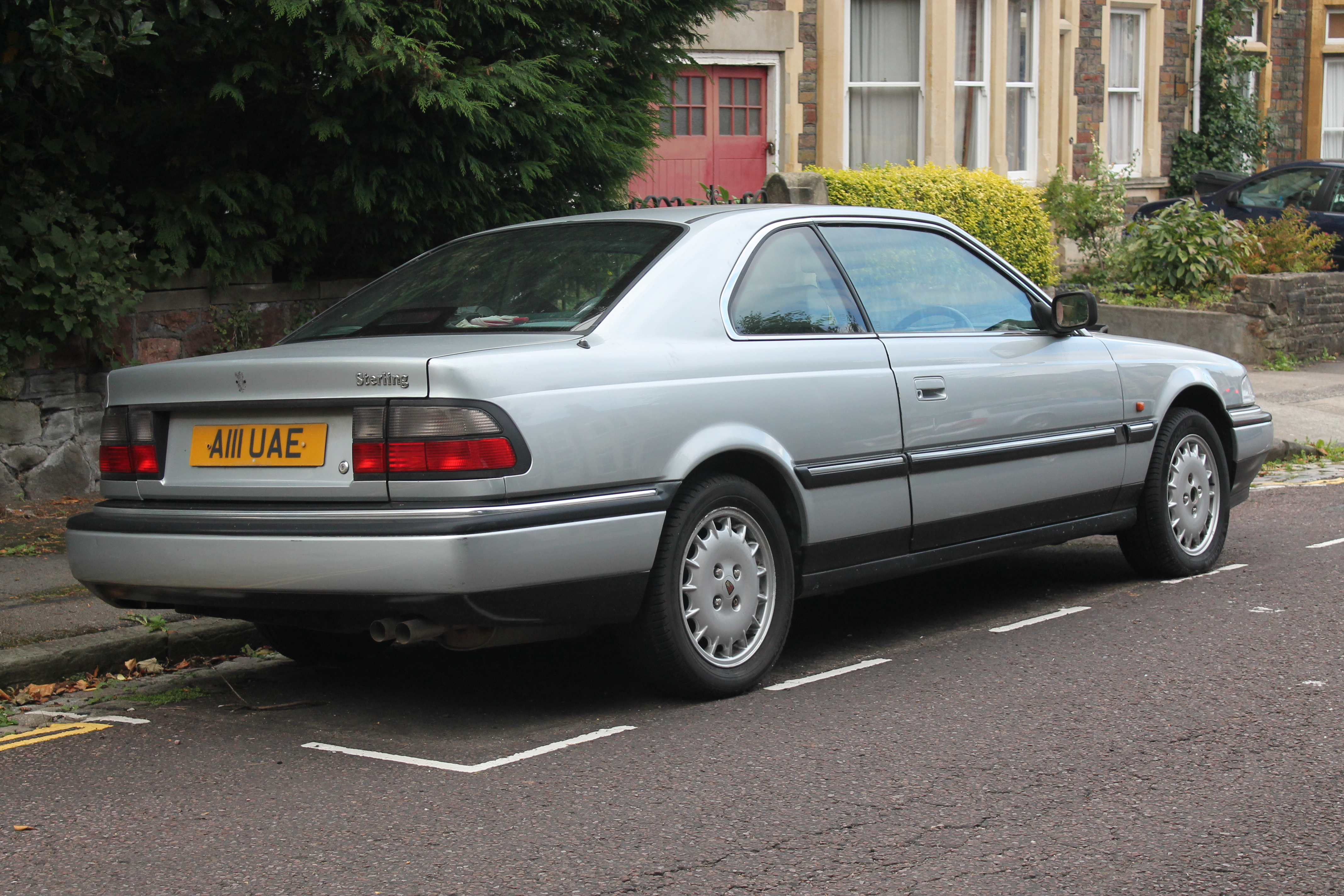
Une 825 coupé.

### Motorisations
La Rover 800 de deuxième génération est disponible avec quatre motorisations, trois essences et une diesel : 
- 820 équipée du 2.0 série T Rover T16 (atmosphérique et turbo) ;
- 825 V6 équipée du moteur 2.5 KV6 Rover 25K4F, produite à partir de 1996 ;
- 827 V6 équipée du moteur Honda 2,7L (C27A1 / C27A2), produite de 1992 à 1996 ;
- 825D équipé d'un moteur 2.5 turbodiesel (VM97A / VM33B).

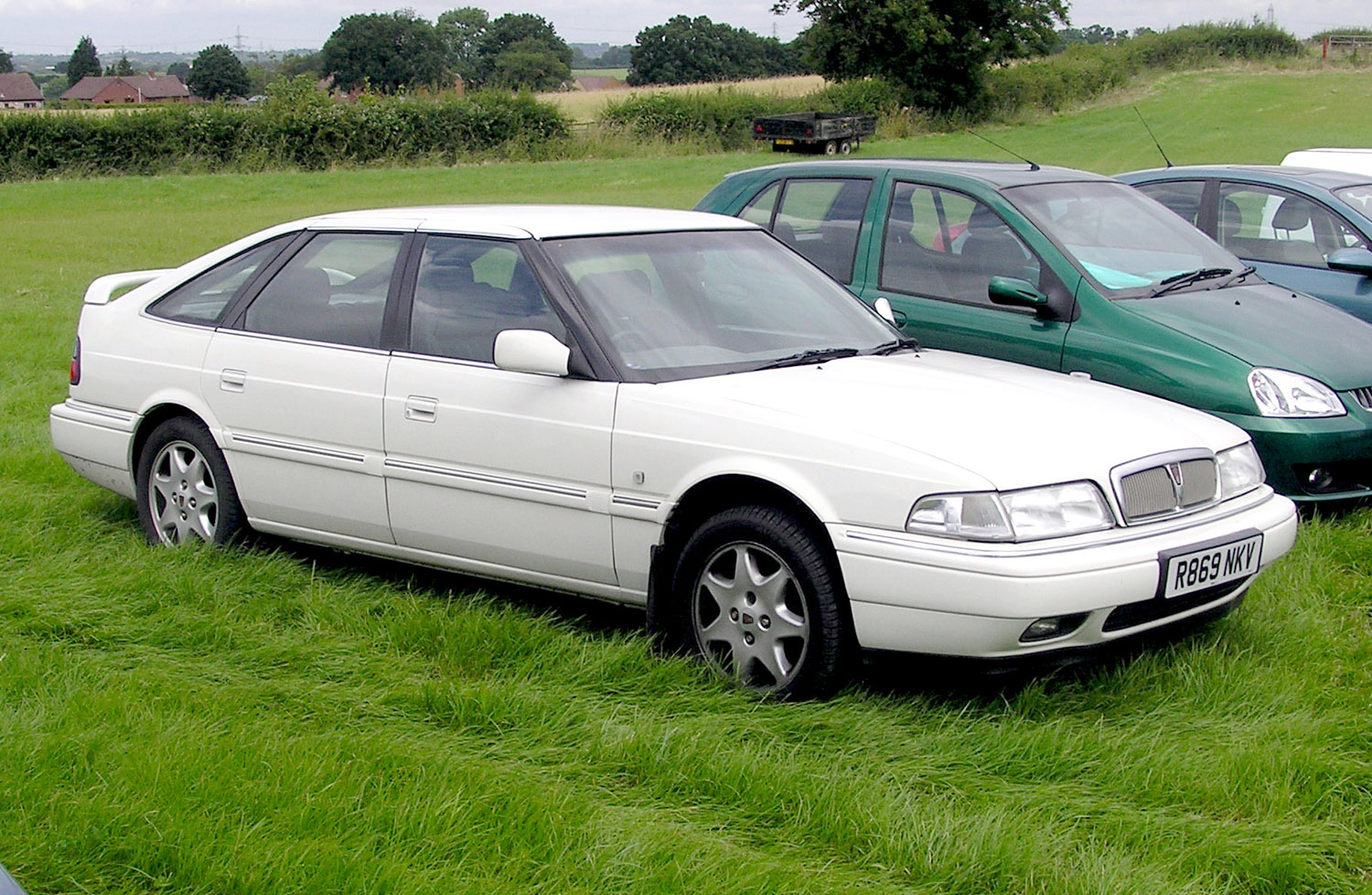
Rover 800 hatchback.